# بس باغ شمشير (سر أسياب يوسفي)
بس باغ شمشیر (بالفارسية: پس باغ شمشیر) هي قرية تقع في إيران في قسم سر أسياب يوسفي الريفي. يقدر عدد سكانها بـ 41 نسمة بحسب إحصاء 2016.